# Kényszerszinglik
A Kényszerszinglik egy 2014-ben bemutatott tényfeltáró dokumentumfilm, amely arra tesz kísérletet, hogy felfedje a magyar népesség csökkenésének okait, mert az súlyos gazdasági és szociális problémát jelent az országnak. A filmben hat fiatal, három lány és három fiú vállalkozik arra, hogy megmutassa önmagát, ismerkedési szokásaikat és párkeresési próbálkozásaikat. A filmet Skrabski Fruzsina és Kopp Krisztina rendezték, a producer pedig Skrabski Fruzsina volt. A hivatalos bemutatót 2014. szeptember 17-én tartották a Kino Caféban. A filmet számos magyar televíziócsatorna, többek között a Hír TV, TV2 és az M1 is műsorára tűzte.

## Tudományos háttér
Társadalmi értelemben a populáció; egy adott egységen belül (város, régió, ország, földrész stb.) élő emberek összessége.
Mivel ilyen számba vett népesség nemcsak a helyben élésnek – hanem például egy bizonyos minta tagságát alkotó egyedek – viszonyában is létezik, gyakran a populációt használják helyette (l. például növénypopuláció).
Az emberi népesség megszámlálásával, méretével (növekedésével, fogyásával), összetételével és mozgásával a demográfia vagy népességtudomány foglalkozik. Más szempontból vizsgálja az emberi populációkat a szociológia, a közgazdaságtan és a gazdaságföldrajz.
Magyarországon a Központi Statisztikai Hivatal (KSH) foglalkozik a népszámlálás (census) lebonyolításával és az adatok feldolgozásával. A népszámlálásra háztartásonként, több év után kerül sor, közben reprezentatív mintavétel alapján vizsgálják a változásokat.
A népességfogyás Magyarországon a Központi Statisztikai Hivatal adatai szerint 1981 óta 737 000 fő. (2011 áprilisában az ország becsült népessége 9 971 000 fő volt.) Az 1988 és 2009 közti időszakban 363 504 fő volt az ország vándorlási nyeresége, így az azóta bevándorolt, főként határon túli magyarok nélkül a csökkenés meghaladná az 1 000 000 főt.

### Kényszerszinglik országa
Dr. Kopp Mária szerint Magyarország a kényszerszinglik országa.
Meglátása szerint a népesedés szempontjából fontos tény, hogy sokan nem találnak párt maguknak, sokszor azért, mert nem mernek belevágni egy kapcsolatba. Ennek a jelenségnek a hátterében leginkább az otthon látott sémák, viselkedésminták állnak. Nagyon súlyos bizalomvesztésről van szó: egy felmérés szerint az emberek 70 százaléka gondolja úgy, hogy a legbiztosabb nem bízni senkiben. Ugyanakkor a házasság a legtöbb ember értékrendjében a legbiztosabb kapcsolatformát jelenti, de sokan abból indulnak ki, hogy a tökéletes társat kell megtalálniuk.
Az Európai Únión belül Magyarországon van a legnagyobb különbség a tervezett gyerekszám és a ténylegesen megszületők között, úgy, hogy eközben a magyar fiatalok tartják a legfontosabbnak a gyerekvállalást.

### Párkapcsolati tendenciák
A családok keletkezésének legáltalánosabb formája évszázadokon keresztül a házasságkötés volt, de családot alkotnak a házasságon kívül, tartós párkapcsolatban élő párok is. Az utóbbi évtizedekben mind Európában, mind Magyarországon a párkapcsolati formák pluralizálódása figyelhető meg. A családformák pluralizációjának tézise azt jelenti, hogy a házasságban élő szülőkből és gyermekekből álló hagyományos családtípus (házasság) mellett növekszik a száma és az aránya az olyan családformáknak, amelyek ettől eltérnek (élettársi kapcsolat, egyszülős családok, mozaikcsaládok, gyermeket nem vállalók, egyedül élők). A fiatal generációknál egyre jellemzőbb a kései családalapítás, a törékenyebb párkapcsolatok és a gyermektelenek arányának növekedése.
A trendeket nézve az elmúlt évtizedekben nőtt a nem családban élők száma, akiknek túlnyomó többségét az egyedülállók, más néven az egyszemélyes háztartások teszik ki, de nőtt az alternatív kapcsolatban élők száma is. Fontos jellemző, hogy a családok száma úgy csökkent, hogy közben lényegesen megváltozott az egyes családtípusok szerepe és jelentősége. Számottevő visszaesés a házaspáros családoknál mutatkozik, miközben a házasságon kívül együtt élők és az egyszülős családok száma dinamikusan nőtt.
Mindez azt eredményezte, hogy lényegesen visszaesett a házaspáros családok korábbi dominanciája a családok között. Ezt jól példázza, hogy míg 2011-ben a családok 65 százaléka volt Magyarországon házaspáros család, az ifjúságkutatási program indulásakor, az ezredfordulón még 74 százaléka, 1990-ben pedig 80 százaléka. A családszerkezeti struktúra ezen változásait az új értékek, alternatív életvezetési formák megjelenésének és az individualizáció térhódításának tulajdoníthatjuk.

### Gyermekvállalási tervek a párkapcsolati jellemzők tükrében
A párkapcsolati státusz és a gyermekvállalási hajlandóság között szoros az összefüggés. A párkapcsolat megléte és hiánya kapcsán különbségek érhetők tetten a gyermekvállalás jellemzőiben, elsősorban a pár nélküliek szeretnének és terveznek gyermeke(ke)t vállalni, esetükben jellemzően hosszabb távú célként jelenik meg a gyermekvállalás. A párkapcsolati státusz mellett a meglévő gyermek(ek) száma tovább magyarázhatja a gyermekvállalási döntéseket. A gyermekesek körében a párkapcsolat megléte támogatóan hathat a további és vágyott gyermekszám elérésére. A párkapcsolat és a gyermekszámon túl még inkább befolyásoló tényezőnek tűnik a párkapcsolat jellege (házas, együttélő, párkapcsolatban van együttélés nélkül), illetve a kapcsolat hiánya. A házasságban élők körében a családalapítás és családbővítés iránti vágy kiemelkedően magas, melyet az élettársi kapcsolatban élők követnek, bár bizonyos esetekben az egyedül élő, de párkapcsolattal rendelkezők meg is előzik őket.
Összességében minden kapcsolati csoportban magasnak mondható az ideálisnak tartott és a tervezett gyermekszám, leginkább a házasságban élőknél, ahol a már megszületett gyermekek száma is kiemelkedően magas. A különböző kapcsolati formák feltételezett erősségével (ti. együttjárás, együttélés, házasság) nem minden esetben áll párhuzamban a gyermekvállalási hajlandóság. A megkérdezés idején egyedül élő, de párkapcsolattal rendelkezők gyermekvállalási aspiráció például figyelemre méltók, leginkább a hosszú távú tervekben előzik meg a családalapítási döntéshez stabilabbnak vélt kapcsolati formákat. Mindezt a meglévő gyermekek természetesen befolyásolják, az egyes csoportokon belül eltérő mértékben és formában.
Az önálló felnőtt élet egyik hangsúlyos része a párkapcsolatokra való nyitottság, az ehhez vezető párválasztás útja, mely során olyan döntést kell meghozni, amely hatással lesz a későbbi életszakaszok alakulására. A demográfiai magatartás terén az elmúlt évek során az együttélési formák, a párkapcsolatok mutatják a legnagyobb változást. A társadalomban mindig jelen volt a párkapcsolati sokszínűség, mégis dominánsan a házasság volt a jellemző, az elfogadott. A különböző együttélési formákban az elmúlt évtizedben az látható, hogy a tradicionális forma mellett egyre elfogadottabban jelennek meg az alternatív életformák is. Korábban úgy tartották, hogy a házasság nélküli együttélések kevésbé tartósak, kevésbé stabilak és nem jelentenek megfelelő biztonságot a születendő vagy már megszületett gyermekek számára.
Bár a társadalom továbbra is házasságpárti, a változás leginkább a házasság előtti együttélés engedékenységére vonatkoztatható. Európa-szerte és Magyarországon is egyre inkább elterjedt az élettársi kapcsolat, ami az élettársi kapcsolatok megítélését, elfogadottságát is megváltoztatta. Mivel a fiatalok házasságkötési szándéka  későbbre tolódik, előtte hosszabb-rövidebb ideig együtt élnek.

## Stáblista

### Szereplők
- Székely András
- Dr. Almási Kitti
- Gundel Takács Gábor
- Ötvös Ágnes
- Varga László
- Kereki Anikó
- Naszák Szilvia
- Fábián Regina
- Bongó Krisztián
- Bujdosó Nikolett
- Novák András
- Peretsényi Anna
- Kovács Károly
- Kovács Ninetta
- Palásthy Kinga
- Kárteszi Máté
- Tóth Gábor
- Kiscelli Nándorné Zsuzsa
- Görgényi Fruzsina
- Lengyel Tamás (narrátor)[11]

### Szakértők
- Ötvös Ágnes
- Gundel Takács Gábor
- Székely András
- Dr. Almási Kitti[11]

### Stáb
- Skrabski Fruzsina (rendező, producer)
- Kopp Krisztina (rendező)
- Borsody István (forgatókönyvíró)
- Vizy Károly (dramaturg)
- Kiss Sándor (operatőr)
- Szilágyi Gábor (operatőr)
- Somogyvári Gergő (operatőr)
- Kuzma Viktor (operatőr)
- Kiss Soma (operatőr)
- Halla Gábor (operatőr)
- Farkas Dániel (operatőr)
- Dimeth Balázs (operatőr)
- Czomba Imre (zeneszerző)
- Kiss Sándor (vágó)
- Janovics Zoltán (executive producer)
- Kertész Kata (sminkmester)
- Bodnár Szabolcs (fodrász)
- Csergő Noémi (stylist)
- Kiskovács Attila (vezető színész)
- Kálazy Zsuzsanna Pubi (rendezőasszisztens)
- Berecz Zsolt (videotechnikus)
- Gellén Sándor (videotechnikus)
- Udvari András (videotechnikus)
- Szántó Tamás (videotechnikus)
- Hollósi Gergely (hangmérnök)
- Hollósi László (hangmérnök)
- Bónis Petra (további munkatárs)
- Bónis Tamás (további munkatárs)
- Gombossy Tünde (további munkatárs)
- Gombossy Diána (további munkatárs)
- Fülöp József (további munkatárs)
- Tompa Ibolya (további munkatárs)
- Buczkó Peti (rajz)
- Kiss Sándor (animáció)
- Szilvási Endre (kreatív-szerkesztő)
- Kiss Sándor (fényképezte)[2]

## Sajtótükör
- Szinglik akcióban
- Egyedül a tükörben
- Kényszerrandik kényszerszingliknek